# ثياندريوس (إله)
ثيندريوس (باليونانية: Θεάνδριος) أو ثيندراتس (Θεανδράτης) بمعنى "الإله-الإنسان" في الديانة والميثولوجيا اليونانية هو إله كان يعبد في البلدات والقرى المحيطة بجبل حرمون من قبل قبائل شمال الجزيرة العربية.  يتجلى ثيندريوس من خلال تكريم مقدم لإله ذكر عُثر عليه في بيت ريم [الإنجليزية]، سوريا، ومن المفترض أن الاسم اليوناني فُرض على إله سابق في المنطقة. ويُعد بمثابة النسخة العربية لآلهة "الإنسان الإلهي" مثل ديونيسوس وهيراكليس وميثرا وكريشنا ويسوع.